# Al Yah 3
O Al Yah 3 é um satélite de comunicação geoestacionário dos Emirados Árabes Unidos que foi construído pela Orbital Sciences Corporation (OSC). Ele está localizado na posição orbital de 20 graus de longitude oeste e é operado pela Al Yah Satellite Communications. O satélite foi baseado na plataforma GEOStar-3 e tem uma expectativa de vida útil de 15 anos.

## Lançamento
O satélite foi lançado ao espaço em 25 de janeiro de 2018, às 22:30 UTC, por meio de um veículo Ariane 5 ECA a partir do Centro Espacial de Kourou, na Guiana Francesa, juntamente com o satélite SES-14/GOLD. Ele tinha uma massa de lançamento de 3500 kg.
Durante o procedimento de lançamento, o foguete da Arianespace perdeu o contato com a Terra. Quando a comunicação foi restabelecida, os satélites haviam sido colocados no espaço, mas não no ponto planejado, com uma inclinação de 20,6° em vez de 3°. As consequências sobre a vida útil do Al Yah 3 não são conhecidas atualmente.

## Capacidade
O Al Yah 3 está equipado com 58 feixes pontuais de banda Ka.